# 古胡玉美
古胡玉美（1931年—2000年），中華民國（台灣）政治人物，曾任桃園縣第六、七、八、九屆縣議員，後代表中國國民黨在台灣省第二選區（桃竹苗）當選為第一屆第三次增額立法委員。